# Breutelia roemeri
Breutelia roemeri är en bladmossart som beskrevs av Fleischer 1911. Breutelia roemeri ingår i släktet gullhårsmossor, och familjen Bartramiaceae. Inga underarter finns listade i Catalogue of Life.